# Grodziec (Będzin)

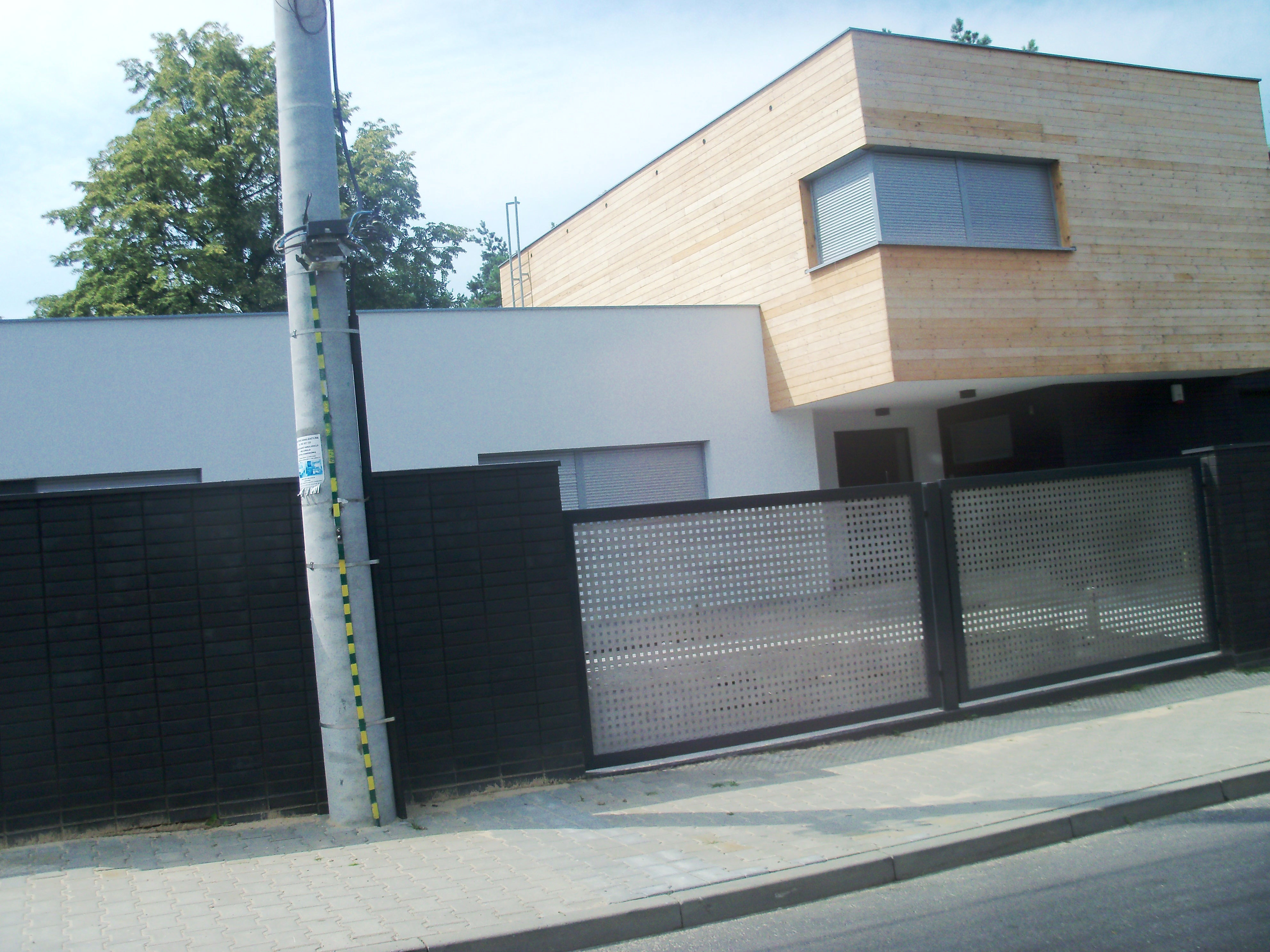
Budynek przy ul. Różyckiego (Kol. Boleradz)

Grodziec – dzielnica Będzina, położona w północno-zachodniej części miasta. W końcu XVI wieku jako wieś w księstwie siewierskim była własnością klasztoru norbertanek na Zwierzyńcu w Krakowie. W latach 1938−1951 siedziba jednowioskowej gminy Grodziec. W latach 1951−1975 samodzielne miasto. 1 czerwca 1975 włączony do Będzina.

## Geografia
Grodziec położony jest u podnóża Góry Świętej Doroty (382 m n.p.m.) oraz Parciny (354,3 m) i Góry Kijowej (345,5 m). Zajmuje 16 km² i liczy niespełna 10 tysięcy mieszkańców. Od zachodu graniczy z miastem Wojkowice (częściowo wzdłuż Wielonki), od północy z gminą Psary (sołectwa Psary i Gródków), od wschodu z dzielnicą Łagisza, od południowego wschodu z dzielnicą Gzichów (osiedle Zamkowe), od południa z miastem Czeladź. Na pograniczu z Będzinem i Łagiszą znajduje się niewielki kompleks leśny – Las Grodziecki (obszar chronionego krajobrazu). W północno-wschodniej części, wzdłuż granicy z Wojkowicami, płynie niewielki ciek Wielonka – lewy dopływ Brynicy.
W skład Grodźca wchodzą dawne przysiółki i kolonie: Boleradz, Bory, Parcina, Za Górą, Bagieniec, Pekin, Huta (Stara Huta), Osówka, Jasień i Browar, do 1945 r. Jazowe (potem część Łagiszy).
Zabudowa dzielnicy składa się głównie z kilkupiętrowych (najczęściej dwupiętrowych) kamienic robotniczych z początków XX w., chociaż w północnej części dzielnicy znajduje się rozrastające się osiedle mieszkaniowe.
Do niedawna czynne tu były ważne zakłady przemysłowe, m.in.:
- Cementownia "Grodziec" – najstarsza w Polsce[potrzebny przypis] [a], czynna 1857-1979
- Kopalnia Węgla Kamiennego "Grodziec" – czynna 99 lat (1899-1998)
- browar "Grodziec" (1800-1948).

## Toponimia
Nazwa „Grodziec” wiąże się z działalnością osadniczą człowieka i pochodzi od starego wyrazu "grodza, grodze, grodz", co oznacza nasyp, obwałowanie, a nawet płot z bierwion zaciętych na ostro.
Najstarsze zapisy nazwy miejscowości to: Grodez (1229), Grodecz (1259), Grodzecz (1334-1342), Grodzyecz (1470-1480). W 1877 r. przyjęła się nazwa dziś używana – Grodziec.
Nazwa miejscowości wiąże się także z istniejącymi tu niegdyś grodziskiem, czyli zamczyskiem. To, czego nie zniszczyły wieki, zrujnowali pruscy inżynierowie wojskowi, którzy w 1805 r. przeprowadzili tutaj na wzgórzu Doroty badania pod wykonywanie fortyfikacji wojskowych. Wtedy znaleźli dwie skrzynie wykopalisk archeologicznych. Reszty dokonała I wojna światowa, która z wałów porobiła okopy i rowy strzeleckie. Zniszczenia Dorotki i przyległej okolicy pogłębiła II wojna światowa.

## Historia
Pierwsza historyczna wzmianka o Grodźcu pochodzi z 1254 r., jako wsi będącej własnością zakonu norbertanek ze Zwierzyńca pod Krakowem. Klasztor zakupił Grodziec z rąk księcia opolsko-raciborskiego, Władysława. Wieś jednak nadal należała terytorialnie do księstwa opolsko-raciborskiego. Stan ten zmienił się po roku 1443, tj. od czasu wykupu księstwa siewierskiego przez biskupa krakowskiego Zbigniewa Oleśnickiego. Grodziec jednak do księstwa nie należał i stanowił odtąd polską enklawę w obszarze własności biskupiej.
Ciągłość osadniczą na terenie wsi można śledzić już od wczesnego średniowiecza. Istnieje hipoteza, że na Górze św. Doroty istniało grodzisko kultury łużyckiej, zaś znajdujące się tam źródła potoku miały być przedmiotem pogańskiego kultu. Zresztą stąd miała powstać nazwa późniejszej osady. Nie znaleziono jednak na to przekonujących dowodów.
Od 1301 r. we wsi funkcjonuje parafia (znani są z tego czasu plebani Jakub i Więcław). W 1326 r. pleban Jan płacił świętopietrze i ta data przyjmowana jest niekiedy za początek parafii.
Pierwszą informacją o drewnianym kościele pod wezwaniem św. Katarzyny pochodzi dopiero z lat 70. XV w. (dzięki Janowi Długoszowi), choć niewątpliwie kościół stał już w początkach XIV w. W 1598 r. Grodziec miał już szkółkę parafialną, a dzieci uczył organista. Drewniany kościół św. Katarzyny spłonął dwukrotnie: w 1620 i 1638 r. (wtedy spaliła się również plebania). Msze zostały na kilkadziesiąt lat przeniesione do wybudowanego w 1635 r. (z inicjatywy księdza Wojciecha Lipnickiego) kościółka św. Doroty, który został wybudowany na wzgórzu górującym nad okolicą, bardzo szybko przezwanym od wezwania kościoła "Dorotką". W latach 1726–1729 proboszcz Wojciech Ciołkowicz w miejscu drewnianego kościoła św. Katarzyny wybudował murowany (konsekrowany 29 kwietnia 1744 r.), który zresztą był później wielokrotnie poszerzany i przebudowywany (zwłaszcza w latach 1931-1932 przez ks. Stanisława Bilskiego). Ponownie poświęcony został 10 sierpnia 1947 r.
Norbertanki gospodarowały wsią aż do końca XVIII w., kiedy wobec trudności finansowych zdecydowały się sprzedać Grodziec rodzinie Bontanich, która do Polski przybyła w 2. połowie XVIII w. z Włoch. Jako dziedzice w Grodźcu mieszkali: Michał Bontani (kapitan konnej gwardii królewskiej, właściciel części Ożarowic, w 1761 r. uzyskał szlachectwo od biskupa - księcia siewierskiego), Paweł Bontani i Józef Bontani.
Ok. 1800 r. hr. Michał Bontani założył browar parowy, który później należał do Stanisława Ciechanowskiego i spółki akcyjnej A. Troppauer. Dziś budynek zakładu służy jako hurtownia mleczarska.
W XIX wieku właścicielami Grodźca byli: ziemianin i przemysłowiec Maurycy Kossowski (1795-1864) oraz rodzina Ciechanowskich. Następował wtedy szybki rozrost wsi, powodowany głównie uruchomieniem kopalń węgla, huty i cementowni.
W 1823 r. Maurycy Kossowski na zachodnim stoku Dorotki założył kopalnię "Barbara", która przetrwała do 1894 r. W 1845 r. kupiec berliński August Wilhelm Martens wybudował przy drodze do Łagiszy (przysiółek Huta) hutę cynku, do której węgla dostarczała kopalnia "Barbara". Zlikwidowano ją już po kilkunastu latach.
W 1857 r. pochodzący z Warszawy Jan Ciechanowski (1796–1884) wybudował tu pierwszą w Polsce i piątą na świecie cementownię, która pracowała ponad 120 lat (zamknięta 31 lipca 1979).
W 1867 r. Grodziec znalazł się w powiecie będzińskim i należał do gminy Gzichów. W nowym podziale gmin przeprowadzonym po I wojnie światowej wieś znalazła się w utworzonej gminie grodzieckiej. W jej skład weszła także osada Boleradz.
W 1894 r. Stanisław Ciechanowski (syn Jana) (1845-1927) uruchomił drugą w Grodźcu kopalnię węgla kamiennego "Maria" (6 szybów), nazwaną na cześć swej żony, Marii Ciechanowskiej (1863-1953) - miejscowej działaczki społecznej. Kopalnia działała do 1938 r., zmieniając w 1923 r. nazwę na "Grodziec I" (nazywana była też "Solvay").
7 czerwca 1899 r. Grodzieckie Towarzystwo Kopalń Węgla i Zakładów Przemysłowych uruchomiło kopalnię "Grodziec II" (od 1938 "Grodziec"), nazywaną potocznie "Grodzieckim Towarzystwem" i która przetrwała niemal 100 lat. Budowniczym i pierwszym dyrektorem kopalni był aż do śmierci Stanisław Skarbiński (21 IX 1856-2 V 1925), poprzednio (od 1880 r.) dyrektor cementowni "Grodziec" oraz w latach 1886–1914 dyrektor małej kopalni "Maria".
W 1918 r. powstała jednowioskowa gmina Grodziec, należąca do powiatu będzińskiego. Urząd gminy mieścił się przy ul. Wolności w budynku Ludwika Duchniewskiego (po 1945 r. urząd przeniesiono do budynku Kółka Rolniczego). W 1928 r. gmina liczyła ponad 8 tysięcy mieszkańców i zajmowała obszar 2773 mórg. Przedwojennymi wójtami byli kolejno: Szymon Kuchta, Stanisław Ciapała, Stanisław Morak (1925-28), Stanisław Kempa (1928-30) (ur. 1888, zm. 1941), Bronisław Imiołczyk vel Jastrzębski (1934-39). W czasie II wojny światowej wójtami zostali: robotnik Dziuba, a następnie Niemiec Dolz. Po 1945 r. urząd ten sprawowali: Stefan Będkowski, Roman Krzyczkowski (ur. 1904, zm. 1980), Stanisław Mentel (ur. 1906, zm. 1987). W 1950 r. urząd gminy zastąpiono Prezydium Gminnej Rady Narodowej z przewodniczącą Władysławą Wartak.
22 stycznia 1951 r. Śląskie Linie Komunikacyjne uruchomiły linię tramwajową nr 25 z Będzina do osiedla Browar. W 1955 r. przedłużono ją do kopalni "Grodziec", a 2 lata później do Wojkowic-Żychcic (1957). Linia ta (Dąbrowa Górnicza-Żychcice) została zlikwidowana w 2006 r., mimo protestów mieszkańców (w 2008 r. rozebrano większość torów). W zamian uruchomiono linię autobusową nr 25 (początkowo do Bobrownik).
8 sierpnia 1951 r. Grodziec otrzymał prawa miejskie, a pierwszym przewodniczącym Miejskiej Rady Narodowej została Władysława Wartak. Kolejnymi przewodniczącymi MRN byli: Marian Kotarski (1954-57), Franciszek Kaczmarek (1958-64), Jan Jędrusik (1965-69) i Andrzej Kotulski (1969-73). W 1969 r. Miejska Rada Narodowa zatwierdziła herb miasta projektu Józefa Marczaka (ur. 1925). 1 czerwca 1975 r. w wyniku reformy administracyjnej i likwidacji powiatów miasto włączono do Będzina jako dzielnicę. Istniało jednak lobby domagające się (gł. na początku lat 90. XX w.) usamodzielnienia Grodźca (podobnie jak to miało miejsce z Wojkowicami) w 1992 r. 10 grudnia 1992 r. powołano nawet 16-osobowy komitet (zarejestrowany w Sądzie Wojewódzkim 17 lutego 1993 r. z Januszem Leniartem na czele. W marcu 1993 r. prezydent miasta oświadczył, że władze nie są przeciwne odłączeniu się Grodźca, jednak należy wziąć pod uwagę względy ekonomiczne, a właśnie dzielnica znalazła się w bardzo trudnej sytuacji po likwidacji zakładów przemysłowych.
31 lipca 1979 r. po 122 latach produkcji zamknięto cementownię "Grodziec" (z powodu szkód górniczych spowodowanych przez KWK Grodziec).
22 kwietnia 1990 r. erygowano nową parafię bł. Honorata Koźmińskiego na osiedlu Marii Konopnickiej (tzw. Pekin) i w 1991 r. rozpoczęto budowę kościoła, który konsekrowano 15 października 2000 r.
31 grudnia 1998 r. na powierzchnię wyjechał ostatni wózek węgla z KWK "Grodziec w likwidacji, co stanowiło kres górnictwa na terenie Grodźca i całego Będzina. Kopalnia zatrudniała ponad 1700 pracowników. Dzielnica znalazła się w trudnej sytuacji gospodarczej, poprzez wzrost bezrobocia. Likwidację kopalni zakończono w 2001 r.

## Ludność
Liczba mieszkańców w latach:
- 1795 - 480
- 1928 – 8 252 (gmina)
- 1948 - 8 960
- 1951 - 10 500
- 1967 - 10 500
- 1973 - ok. 12 000
- 1991 - 11 800
- 2002 - ok. 10 000

## Ludzie związani z Grodźcem
- Janusz Brych – urodzony w Grodźcu polityk, dyplomata, działacz PZPR, poseł na Sejm
- Cezary Chlebowski – urodzony w Grodźcu pisarz i publicysta
- Jan Ciechanowski –  ziemianin i przemysłowiec
- Jan Maria Włodzimierz Ciechanowski – urodzony w Grodźcu ekonomista i dyplomata
- Stanisław Ciechanowski – prawnik, przedsiębiorca, działacz gospodarczy i społeczny
- Jan Świderski (malarz) – urodzony w Grodźcu plastyk, twórca i teoretyk sztuk
- Bolesław Zagórny – urodzony w Grodźcu, major WP, dowódca batalionu AK w operacji Ostra Brama w Wilnie, więzień sowieckich łagrów.

## Turystyka
- Obiekty przyrodnicze:

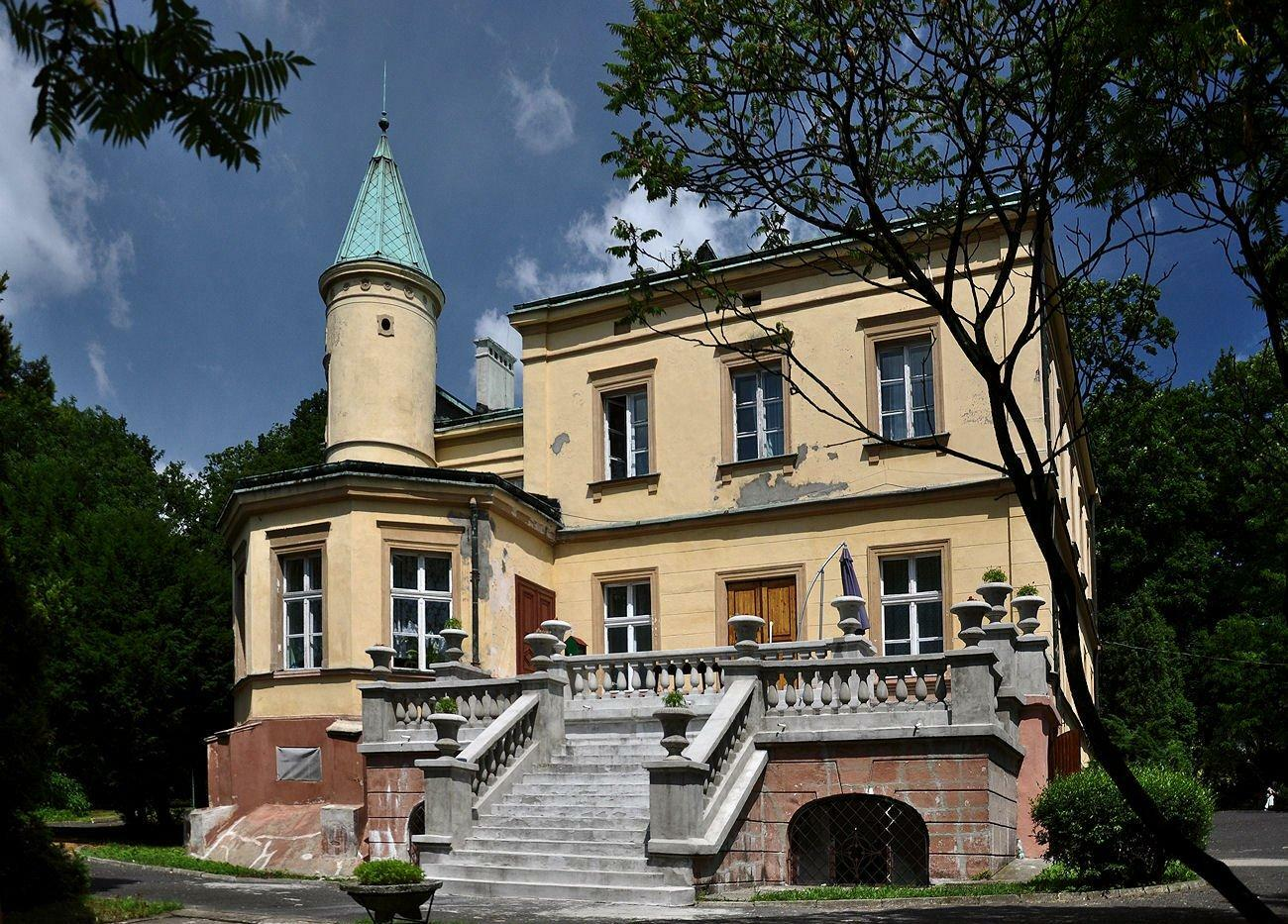
Pałac Ciechanowskich w Będzinie - Grodźcu

  - Obszar Chronionego Krajobrazu Góra św. Doroty ("Zagłębiowski Olimp") (382 m n.p.m.)
  - Obszar Chronionego Krajobrazu "Las Grodziecki"
  - 20 drzew - pomników przyrody w parku Ciechanowskich
  - wzgórze Parcina (354 m n.p.m.) (wspaniały punkt widokowy na okolicę) (od 1936 r. do połowy lat 50. XX w. odbywały się tu loty szybowcowe)
  - park kultury i wypoczynku "Rozkówka" (urządzany od 1936 r. w dawnej piaskowni).

- Zabytki architektury i techniki:
  - kościół parafialny św. Katarzyny z XVII-XX w.
  - kościółek filialny św. Doroty na wzgórzu Dorotka z 1635 r. (przebudowany)
  - grodzisko wczesnośredniowieczne na Górze św. Doroty
  - kapliczka nad źródełkiem na stoku Dorotki
  - pałac Ciechanowskich z lat 1835-36 (lub 1842-44) w zabytkowym parku (obecnie Dom Pomocy Społecznej, poprzednio Gimnazjum Ogrodnicze, potem mieszkania PGR)
  - willa Solvay - ul. Chopina (ob. dom opieki)
  - zespół zabudowy byłej cementowni z 1857 r. (w dużym stopniu zrujnowane, od 2008 własność prywatna) na obszarze 8,7 ha
  - zespół zabudowy Kopalni Węgla Kamiennego "Grodziec"
  - kompleks zabudowy robotniczej na Pekinie (ul. Marii Konopnickiej)[3]
  - osiedle domków fińskich Boleradz.

- Szlaki turystyczne:
  - Szlak Husarii Polskiej (czerwony)
  - Szlak Dwudziestopięciolecia PTTK (zielony)
  - Szlak Świerklaniecki (niebieski)
- ścieżka edukacyjna przyrodniczo-leśna w Lesie Grodzieckim
- liczne szlaki rowerowe.

## Kluby sportowe
- Klub piłki nożnej Olimpia (powst.1921)
W okresie późniejszym klub zmienił nazwę na T.U.R. Grodziec
- Klub Tenisowy w Grodźcu (powst. w latach 20. XX wieku)
- Klub Sportowy Solvay Grodziec (1929/1930-1939)
- ZKS "Budowlani" Grodziec (powst. po 1945-1979)
- Motorowy Klub Sportowy w Grodźcu (1948-1956)
- RKS Grodziec (powst. 1945)

## Komunikacja miejska
Przez dzielnicę Grodziec przebiega 16 linii autobusowych, w tym jedna nocna.
| Linia | Przebieg i typ linii                                                                            | Przystanek początkowy        | Przystanek końcowy        |
| ----- | ----------------------------------------------------------------------------------------------- | ---------------------------- | ------------------------- |
| 24    | Będzin, Wojkowice, Bobrowniki, Piekary Śląskie, Bytom                                           | Będzin Kościuszki            | Bytom Dworzec             |
| 25    | Dąbrowa Górnicza, Będzin, Wojkowice                                                             | Dąbrowa Górnicza Dworzec PKP | Żychcice Cmentarz         |
| 43    | Katowice, Siemianowice Śląskie, Czeladź, Będzin, Wojkowice, Piekary Śląskie, Katowice (okrężna) | Katowice Plac Wolności       | Katowice Plac Wolności    |
| 67    | Będzin, Wojkowice, Psary, Wojkowice, Będzin (okrężna)                                           | Będzin Kościuszki            | Będzin Kościuszki         |
| 88    | Wojkowice, Będzin, Czeladź, Sosnowiec                                                           | Wojkowice Park               | Sosnowiec Urząd Miasta    |
| 99    | Będzin, Wojkowice, Piekary Śląskie, Bytom                                                       | Będzin Kościuszki            | Bytom Dworzec             |
| 100   | Wojkowice, Będzin (na krótkim odcinku wzdłuż ulicy Boleradz), Czeladź, Sosnowiec                | Wojkowice Park               | Sosnowiec Urząd Miasta    |
| 104   | Będzin, Psary, Wojkowice, Bobrowniki, Piekary Śląskie, Bytom                                    | Będzin Kościuszki            | Bytom Dworzec             |
| 124   | Będzin, Psary, Będzin (okrężna)                                                                 | Będzin Kościuszki            | Będzin Kościuszki         |
| 125   | Będzin, Psary, Będzin (okrężna)                                                                 | Będzin Kościuszki            | Będzin Kościuszki         |
| 133   | Katowice, Piekary Śląskie, Wojkowice, Będzin, Czeladź, Siemianowice Śląskie, Katowice (okrężna) | Katowice Plac Wolności       | Katowice Plac Wolności    |
| 721   | Będzin, Wojkowice, Bobrowniki, Wojkowice, Będzin (okrężna)                                      | Będzin Kościuszki            | Będzin Kościuszki         |
| 722   | Będzin, Wojkowice, Bobrowniki, Wojkowice, Będzin (okrężna)                                      | Będzin Kościuszki            | Będzin Kościuszki         |
| 901   | Będzin (okrężna)                                                                                | Będzin Kościuszki            | Będzin Kościuszki         |
| 904N  | Będzin, Wojkowice, Bobrowniki (nocna)                                                           | Będzin Kościuszki            | Dobieszowice Skrzyżowanie |
| 921   | Będzin                                                                                          | Będzin Kościuszki            | Grodziec Kijowska         |